# Aire d'attraction de Verneuil d'Avre et d'Iton
L'aire d'attraction de Verneuil d'Avre et d'Iton est un zonage d'étude défini par l'Insee pour caractériser l’influence de la commune de Verneuil d'Avre et d'Iton sur les communes environnantes..

## Définition
L'aire d'attraction d'une ville est composée d’un pôle, défini à partir de critères de population et d’emploi ainsi que d’une couronne constituée des communes dont au moins 15 % des actifs travaillent dans le pôle. Le pôle d’attraction constitue ainsi un point de convergence des déplacements domicile-travail,.

## Type et composition
L’aire d'attraction de Verneuil d'Avre et d'Iton est une aire inter-régionale qui comporte 24 communes : 15 situées dans l'Eure, 8 en Eure-et-Loir et 1 dans l'Orne. 
Elle est catégorisée dans les aires de moins de 50 000 habitants, une catégorie qui regroupe 12,2 % au niveau national.

### Carte

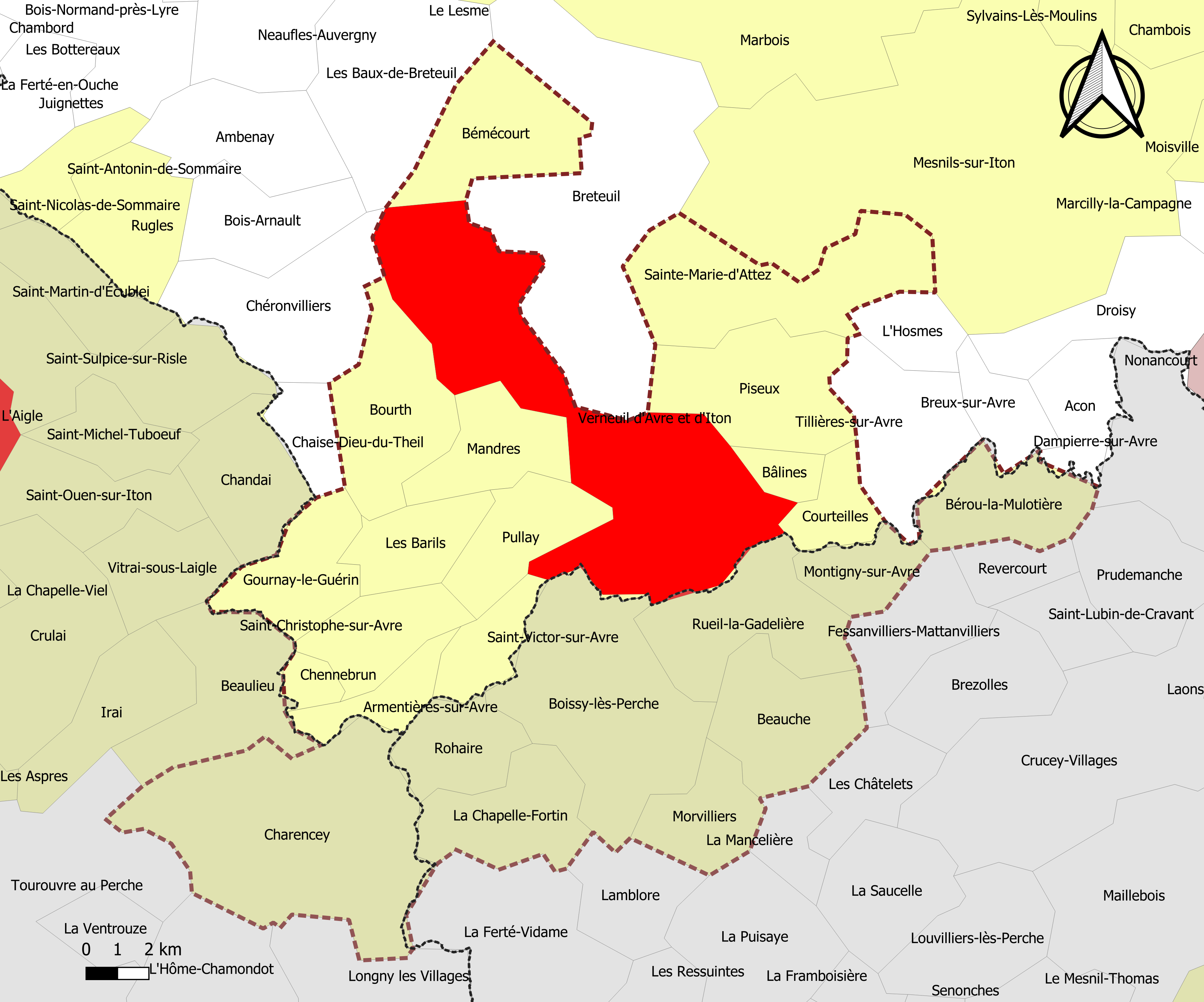
Carte de l'aire d'attraction de Verneuil d'Avre et d'Iton.
Commune-centre
Commune de la couronne

### Composition communale
| Nom                                        | Code Insee | Département  | Statut                 | Superficie (km2) | Population (dernière pop. légale) | Densité (hab./km2) | Modifier                                    |
| ------------------------------------------ | ---------- | ------------ | ---------------------- | ---------------- | --------------------------------- | ------------------ | ------------------------------------------- |
| Verneuil d'Avre et d'Iton (commune-centre) | 27679      | Eure         | commune-centre         | 56,00            | 7 262 (2022)                      | 130                | modifier les données · modifier les données |
| Armentières-sur-Avre                       | 27019      | Eure         | commune de la couronne | 6,11             | 161 (2022)                        | 26                 | modifier les données · modifier les données |
| Bâlines                                    | 27036      | Eure         | commune de la couronne | 3,73             | 545 (2022)                        | 146                | modifier les données · modifier les données |
| Les Barils                                 | 27038      | Eure         | commune de la couronne | 9,53             | 270 (2022)                        | 28                 | modifier les données · modifier les données |
| Bémécourt                                  | 27054      | Eure         | commune de la couronne | 17,11            | 557 (2022)                        | 33                 | modifier les données · modifier les données |
| Bourth                                     | 27108      | Eure         | commune de la couronne | 18,63            | 1 166 (2022)                      | 63                 | modifier les données · modifier les données |
| Chennebrun                                 | 27155      | Eure         | commune de la couronne | 2,92             | 100 (2022)                        | 34                 | modifier les données · modifier les données |
| Courteilles                                | 27182      | Eure         | commune de la couronne | 6,24             | 177 (2022)                        | 28                 | modifier les données · modifier les données |
| Gournay-le-Guérin                          | 27291      | Eure         | commune de la couronne | 12,27            | 119 (2022)                        | 9,7                | modifier les données · modifier les données |
| Mandres                                    | 27383      | Eure         | commune de la couronne | 11,79            | 350 (2022)                        | 30                 | modifier les données · modifier les données |
| Piseux                                     | 27457      | Eure         | commune de la couronne | 19,63            | 691 (2022)                        | 35                 | modifier les données · modifier les données |
| Pullay                                     | 27481      | Eure         | commune de la couronne | 12,03            | 387 (2022)                        | 32                 | modifier les données · modifier les données |
| Saint-Christophe-sur-Avre                  | 27521      | Eure         | commune de la couronne | 10,76            | 141 (2022)                        | 13                 | modifier les données · modifier les données |
| Sainte-Marie-d'Attez                       | 27578      | Eure         | commune de la couronne | 26,04            | 579 (2022)                        | 22                 | modifier les données · modifier les données |
| Saint-Victor-sur-Avre                      | 27610      | Eure         | commune de la couronne | 6,90             | 56 (2022)                         | 8,1                | modifier les données · modifier les données |
| Beauche                                    | 28030      | Eure-et-Loir | commune de la couronne | 16,60            | 284 (2022)                        | 17                 | modifier les données · modifier les données |
| Bérou-la-Mulotière                         | 28037      | Eure-et-Loir | commune de la couronne | 13,20            | 345 (2022)                        | 26                 | modifier les données · modifier les données |
| Boissy-lès-Perche                          | 28046      | Eure-et-Loir | commune de la couronne | 33,66            | 495 (2022)                        | 15                 | modifier les données · modifier les données |
| La Chapelle-Fortin                         | 28077      | Eure-et-Loir | commune de la couronne | 14,41            | 169 (2022)                        | 12                 | modifier les données · modifier les données |
| Montigny-sur-Avre                          | 28263      | Eure-et-Loir | commune de la couronne | 7,26             | 272 (2022)                        | 37                 | modifier les données · modifier les données |
| Morvilliers                                | 28271      | Eure-et-Loir | commune de la couronne | 9,92             | 127 (2022)                        | 13                 | modifier les données · modifier les données |
| Rohaire                                    | 28316      | Eure-et-Loir | commune de la couronne | 10,01            | 131 (2022)                        | 13                 | modifier les données · modifier les données |
| Rueil-la-Gadelière                         | 28322      | Eure-et-Loir | commune de la couronne | 18,44            | 469 (2022)                        | 25                 | modifier les données · modifier les données |
| Charencey                                  | 61429      | Orne         | commune de la couronne | 45,56            | 755 (2022)                        | 17                 | modifier les données · modifier les données |